# 欧家坡站
欧家坡站是位于陕西省勉县上官沟乡的一个铁路车站，邮政编码724203。车站建于1977年，有阳安铁路经过该站，现仅办理货运，不办理客运业务，车站及其上下行区间均为电气化区段。车站距离阳平关站90公里，隶属西安铁路局，是四等站。